# Баґенсько
Баґенсько (пол. Bagieńsko, нім. Baginsken) — село в Польщі, у гміні Міломлин Острудського повіту Вармінсько-Мазурського воєводства.
У 1975-1998 роках село належало до Ольштинського воєводства.